# 小行星2562
小行星2562（2562 Chaliapin）是一颗绕太阳运转的小行星，为主小行星带小行星。该小行星于1973年3月27日发现。
該小行星以俄罗斯歌剧演员费多尔·夏里亚宾命名。

## 轨道参数
小行星2562的轨道半长轴为3.0083997 UA，离心率为0.047。